# Prеčišćavanje vode
Prečišćavanje vode je vrsta obrade vode koji obuhvata niz postupaka kako bi se iz vode mogle ukloniti:
- Suspenzije i emulzije: stvari koje uzrokuju mutnoću (mikroorganizmi, planktoni);
- Koloidalni rastvori: koloidna i visokomolekularna jedinjenja koja utiču na kapacitet oksidacije i boju vode;
- Molekularni rastvori: gasovi rastvorni u vodi i organske materije koje utiču na miris i ukus vode;
- Jonski rastvori: soli, kiseline i lužine koje utiču na tvrdoću i alkalnost vode.

Prečišćavanje vode može obuhvatiti prečišćavanje pitke vode, napojne voda za termoelektrane, rashladne ili protivpožarne vode za industrijska postrojenja, vode za medicinsku i ostalu upotrebu, vode za domaćinstva, komunalne otpadne vode, industrijske otpadne vode ili posebnih otpadnih voda. Prečišćavanje vode (ili šire obrada vode) se može podeliti na 3 glavne grupe, i to: 
- Mehaničko prečišćavanje (taloženje, filtracija, povratna osmoza),
- Hemijsko prečišćavanje (dezinfekcija, flokulacija) i
- Biološko prečišćavanje (ozračivanje vode, taložnice za organske primese, taložnice za pesak, prerada i korištenje mulja).

## Prečišćavanje pitke vode
Tehnologije prečišćavanje pitke vode najčešće se oslanjaju na postupke taloženja (sedimentacije), filtracije (uključujući krečno omekšivače i ugljenu filtraciju), dezinfekcije (hloriranje), koji ne mogu u potpunosti da očiste pitku vodu od svih onečišćenja i štetnih materija. Pitka voda je najosnovanija prehrambena namirnica, od izuzetnog fiziološkog značaja, koja ne može biti zamenjena (norma: EN DIN 2000, evropska smjernica za vodoopskrbu 80/778/EWG). Svetska zdravstvena organizacija donosi u svome standardu (engl. International Standards for Drinking Water) minimalne zahteve u odnosu na hemijske i bakteriološke karakteristike pitke vode. Ali danas ni jedna trećina čovečanstva nema pitku vodu čiji kvalitet zadovoljava minimalne zahteve ovih standarda.

### Postupci prečišćavanja pitke vode
Onečišćenja i štetne materije koje treba ukloniti iz pitke vode su:
- Suspenzije i emulzije: materije koje uzrokuju mutnoću (mikroorganizmi, planktoni);
- Koloidalni rastvor: koloidna i visokomolekularna jedinjenja koji utiču na kapacitet oksidacije i boju vode;
- Molekularni rastvori: gasovi rastvorni u vodi i organske materije koje utiču na miris i ukus vode;
- Jonski rastvori: soli, kiseline i baze (lužine) koje utiču na tvrdoću i alkalnost vode.

#### Postupci uklanjanja suspenzija i emulzija
Ova grupa postupaka obrade vode ne uključuje hemijske promene materije. Postupci uklanjanja suspenzija i emulzija obuhvataju:
- Mehanička separacija bez dodavanja reagenata: taloženje (sedimentacija), filtracija, mikrofiltracija, centrifugiranje;
- Mehanička separacija uz dodavanje reagenata: taloženje, filtriranje;
- Adhezija pomoću aluminijumskog i/ili gvozdenog hidroksida: taloženje, filtriranje;
- Agregacija pomoću flokulanata uz filtraciju;
- Flotacija
- Delovanje na patogene organizme i spore: oksidacija (hlor, hlorov dioksid, ozon itd.), zračenje (ultraljubičasto, ultrazvučno), jonizacija s teškim metalima.

#### Postupci uklanjanja koloidalnih rastvoraka
U ovu grupa postupaka obrade vode spadaju:
- Obrada sa hlorom , hlor dioksidom 2, ozonom O3 i drugim oksidantima;
- Adsorpcija sa aluminijumskim i/ili gvozdenim hidroksidom, a nakon toga koagulacija;
- Agregacija sa visoko molekularnim flokulantima katjonskog tipa;
- Delovanje na viruse sa: oksidantima, zračenjem (ultraljubičasto zračenje, ultrazvuk), jonima teških metala (bakar Cu, živa Ag);
- Ultrafiltracija;
- Obrada vode pomoću električnog polja;
- Obrada vode pomoću magnetskog polja za otklanjanje feromagnetskih onečišćenja.

#### Postupci uklanjanja molekularnih otopina
U ovu grupa postupaka obrade vode spadaju:
- Desorpcija gasova i volatilnih organskih materija pomoću aeracije (otplinjavanja);
- Obrada s hlorom , hlor dioksidom 2, ozonom O3, permanganatom ili nekim drugom oksidirajućim sredstvom;
- Adsorpcija s aktivnim ugljem ili drugim sorbentim materijalom;
- Ekstrakcija pomoću organskih solvenata: butil acetat, etil acetat, benzen, itd.;
- Evaporativna purifikacija: metode pomoću cirkulirajuće pare, azeotropska destilacija;
- Membranska separacija gasova.

#### Postupci uklanjanja ionskih otopina
U ovu grupa postupaka obrade vode spadaju:
- Konverzija jona u nisko disocirajuća jedinjenja: neutralizacija, stvaranje kompleksnih jona;
- Konverzija jona u nisko trastvorna jedinjenja: stvaranje nisko rastvornih soli, stvaranje teško rastvornih hidroksida;
- Zadržavanje jona u jonskim izmjenjivačima: H-katjonski izmjenjivač, OH-anjonski izmjenjivač;
- Separacija jona pomoću različitih faznih stanja vode: destilacija, ekstrakcija, zaleđivanje;
- Primena pokretljivosti jona u električnom polju (elektrodijaliza);
- Povratna (reverzibilna) osmoza;
- Obrada vode pomoću magnetskog i akustičnog (ultrazvučnog) polja.

## Prečišćavanje otpadnih voda
Razvoj naselja i povećanje standarda stanovništva uzrokuju zagađenje čovekove okoline, a među najteže oblike zagađenje se ubraja i zagađenje voda. Potrošnja vode za razne potrebe postaje sve veća što uzrokuje i porast količina otpadnih voda. Ovakvim trendom porasta zagađenja voda značajno se ugrožava čovekova životna sredina. Pitke vode su sve više zagađene otpadnim vodama. Preko 30% pitke vode u Engleskoj sadrži „korištenu” vodu; u pitkoj vodi koju koristi Pariz udeo „ponovno korištene” vode je preko 50%; Rurska oblast (Nemačka) koristi pitku vodu s udelom oko 40% tretirane otpadne vode. Zahtevi na kvalitetu ispuštene vode sve su stroži, čemu mora udovoljiti tehnologija njene obrade.
Sistem za odvodnju vode jako osetljivo reaguje ako u njega dospe previše masti. Nažalost ne može se uvek sprečiti da masti i ulja dospeju s otpadnom vodom u odvod. Masti se sastoje od čvrstih i rastvornih materija. Čvrste se materije talože na zidovima cevi i uzrokuju začepljenja. U sistemu se masti i ulja menjaju usled hemijskih i bioloških reakcija u masne kiseline neugodnih mirisa. Te kiseline su izuzetno agresivne i dovode do korozije. Poznati su slučajevi kod kojih su same masne kiseline oštetile livene cevi inače otporne na koroziju. Još su gore posledice u postrojenjima za prečišćavanje otpadnih voda. Tamo se masti i ulja talože na aktivirani mulj i sprečavaju potrebnu izmenu kiseonika. Biološko prečišćavanje otpadnih voda je time onemogućeno. Pod tim stanovištima jedino je logično da masti i ulja ne smeju u preopsežnim količinama dospevati u kanalizacijski sistem.
Drugačije izgleda u zanatstvu i industriji, gde se ispuštaju otpadne vode koje sadrže ulja i masti. Primena DIN EN 12 056, DIN EN 752 i DIN 1986-100 propisana je od strane komunalnih propisa o odvodu. Prema DIN-u 1986-100 ta su poduzeća obavezna da provode odvode preko uređaja za odvajanje masti prema DIN 4040-1 i DIN V 4040-2. Na taj način odvodi iz kuhinja restorana, hotela, odmarališta (na auto-putu) i kantina moraju biti opremljeni uređajima za odvajanje masti, i to nezavisno od broja porcija jela, koja se tu dnevno pripremaju.

### Mehaničko prečišćavanje otpadnih voda

#### Grubo i fino mehaničko prečišćavanje otpadnih voda sa egalizacijom
Sirova otpadna voda pritiče na uređaj za prečišćavanje kroz dotočni kanal s grubim mehaničkim rešetkama, gde se odstranjuje veći kruti otpad.

#### Flotacija (metoda otplavljivanja)
Flotacija se primenjuje ispred taložnica i biološkog procesa prečišćavanja da bi se ubačenim vazduhom prethodno uklonile masti i ulja sa delom finog lebdećeg nanosa koji se teško taloži.

#### Taložnice za pesak
Taložnice za pesak služe za otklanjanje peska i sličnih neorganskih materija iz otpadnih voda da ne bi ometale rad crpnih postrojenja i uređaja u fazi daljnjeg prečišćavanja.

#### Taložnice za organske primese
Ove taložnice se koriste za uklanjanje organskih materija. Vreme zadržavanja otpadnih voda zavisi od načina taloženja, a obično je od 1,5 - 2 sata. Za vreme kiša ono je najmanje 30 minuta. Taloženje se može ubrzati prethodnom koagulacijom.

### Biološko prečišćavanje otpadnih voda
Predviđen biološki deo sačinjavaju bazeni za nitrifikaciju i denitrifikaciju. U središnji armiranobetonski cilindar kombi bazena cevovodima pod pritiskom se dovodi egalizovana i fino mehanički prečišćena otpadna voda i aktivni povratni mulj. U ovom se bazenu vrlo brzo uspostavlja anoksično stanje. Bakterije aktivnog mulja odgovorne za denitrifikaciju počinju da troše kiseonik iz prisutnih nitrata u egaliziranoj sirovoj otpadnoj vodi i mulju, pri čemu se izdvaja azot u gasovitom stanju i uz pojačano mešanje sadržaja u cilindru odgasuje se u atmosferu tj. vrši se denitrifikacija azotnih jedinjenja. Sve navedeno se vrši putem aerobnih mikroorganizama (aktivnog mulja) uz veštačko unošenje potrebne količine kiseonika pomoću aeracijskih grana sa savremenim membranskim aeratorima. Potrebna količina kiseonika se unosi uduvavanjem komprimiranog vazduha proizvedenog na duvačima smeštenim u kompresorskoj stanici. Finalno razdvajanje prečišćene otpadne vode i mulja vrši se u preostalom spoljašnjem prstenu taložnice u kojem se uspostavlja pretežno horizontalno strujanje ka prelivnim konzolnim žlebovima na vanjskom obodu taložnice.

#### Prerada i korištenje mulja
U zgušćivaču se višak aktivnog mulja gravitacijski ugušćuje. Ugušćeni mulj se sa dna zgušćivača povremeno crpi direktno u centrifugu. U svrhu pospešivanja efekata dehidracije u cevovod pod pritiskom za dovod zgušćenog mulja u centrifugu se injektira odgovarajući rastvor flokulanta putem dozirnih crpki iz posebnog spremnika sa pripremljenim rastvorom flokulanta. Dehidrirani mulj se ispušta iz centrifuge na opremu za finalnu obradu mulja pomoću negašenog kreča i na taj se način dodatno stabilizuju i ukrućuje te se kao takav odvozi. Izdvojena se muljna voda sa centrifuge i zgušćivača vraća preko egalizacijskog bazena na ponovno biološko prečišćavanje.

## Prečišćavanje industrijskih voda

### Obrada napojne vode u termoelektranama
Prirodna voda sadrži razne materije koje treba ukloniti pre korištenje za napajanje u termoelektranama i drugim termoenergetskim postrojenjima. Vrsta i sadržaj tih materija (nečistoća) zavisi prvenstveno od poreklu vode: rečna, jezerska, izvorska. U vodi mogu biti sadržane materije u obliku: suspendovanih materije (nerastvorenih), rastvorenih materija, rastvorenih gasova. Glavni pogonski problemi, koji nastaju zbog neodgovarajućeg kvaliteta vode, proizlaze iz sledećeg:
- taloženje (depozit) u cevima generatora pare,
- korozija cevi,
- odnošenje čestica vode iz bubnja generatora pare, a zajedno s parom iz bubnja iznose čestice vode i u njima rastvorene, koje se iza toga talože unutar cevi pregrejača pare i ulaznim delovima (mlaznica i lopaticama) turbine.

Glavni postupci obrade (pripreme) napojne vode su filtriranje, jonska izmena (demineralizacija) i odgašavanje.

#### Filtriranje
Filtriranje je prva faza obrade napojne vode u cilju uklanjanja suspendiranih (nerastvorenih) materija. Voda se nakon filtriranja podvrgava ostalim postupcima obrade u skladu s pogonskim uslovima generatora pare.

#### Jonska izmena (demineralizacija)
Minerali rastvoreni u vodi sastoje se iz električno nabijenih čestica – jona. Tako npr., kalcijum karbonat sastoji se od pozitivno naelektrisanog jona (katjona) kalcijuma i negativno naelektrisanog jona (anjona) bikarbonata. Neki prirodni i sintetički materijali imaju svojstvo uklanjanja jona minerala iz vode, te njihove zamene s drugim jonima.

#### Otplinjavanje
Degazolinaža vode spada u postupak toplotne obrade napojne vode, kojem je osnovni cilj da se iz nje odstrani rastvoreni kiseonik i tako spreči njegovo korozivno delovanje u sistemu proizvodnje pare. To se vrši u tzv. ogasivačima, gde se voda zagreva u direktnom kontaktu s parom, prilikom čega se smanjuje rastvorljivost kiseonika u vodi iz koje se on na taj način odgasuje.

## Literatura
- Combating Waterborne Diseases at the Household Level (PDF). World Health Organization. 2007. Part 1. ISBN 978-92-4-159522-3.

- Water for Life: Making it Happen (PDF). World Health Organization and UNICEF. 2005. ISBN 978-92-4-156293-5.
- Standard Methods for the Examination of Water & Wastewater. American Public Health Association. 2005. ISBN 978-0-87553-047-5.
- Masters, Gilbert M (1998). Introduction to Environmental Engineering. (2nd изд.).  Upper Saddle River, NJ: Prentice Hall,
- US EPA. "Ground Water and Drinking Water." Overview of drinking water topics and detailed information on US regulatory program. (Updated 2012-03-07.)

## Spoljašnje veze
- American Water Works Association
- "Water On Tap: What You Need To Know." Архивирано на веб-сајту  (7. јануар 2011) – Consumer Guide to Drinking Water in the US (EPA)
- Emergency Disinfection of Drinking Water – Camping, Hiking and Travel (CDC)
- Code of Federal Regulations, Title 40, Part 141 – U.S. National Primary Drinking Water Regulations